# 高級中學

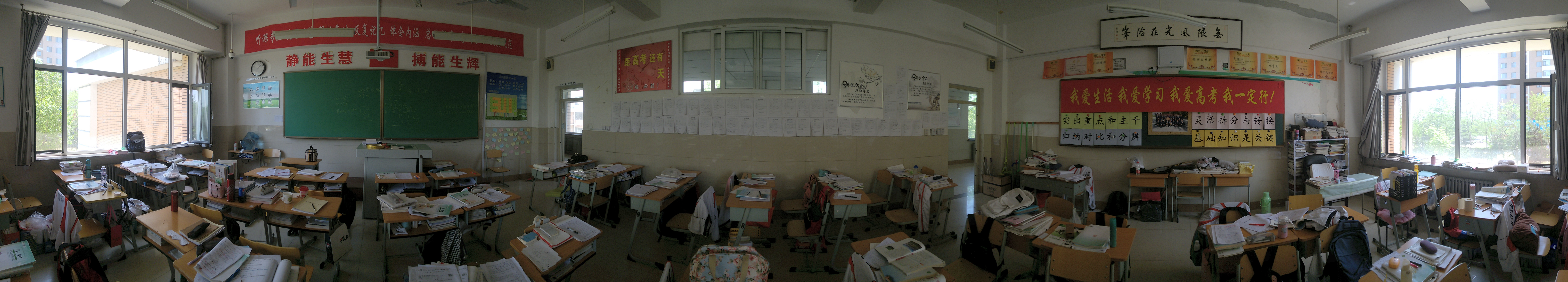
中国辽宁省铁岭市一所高中的教室

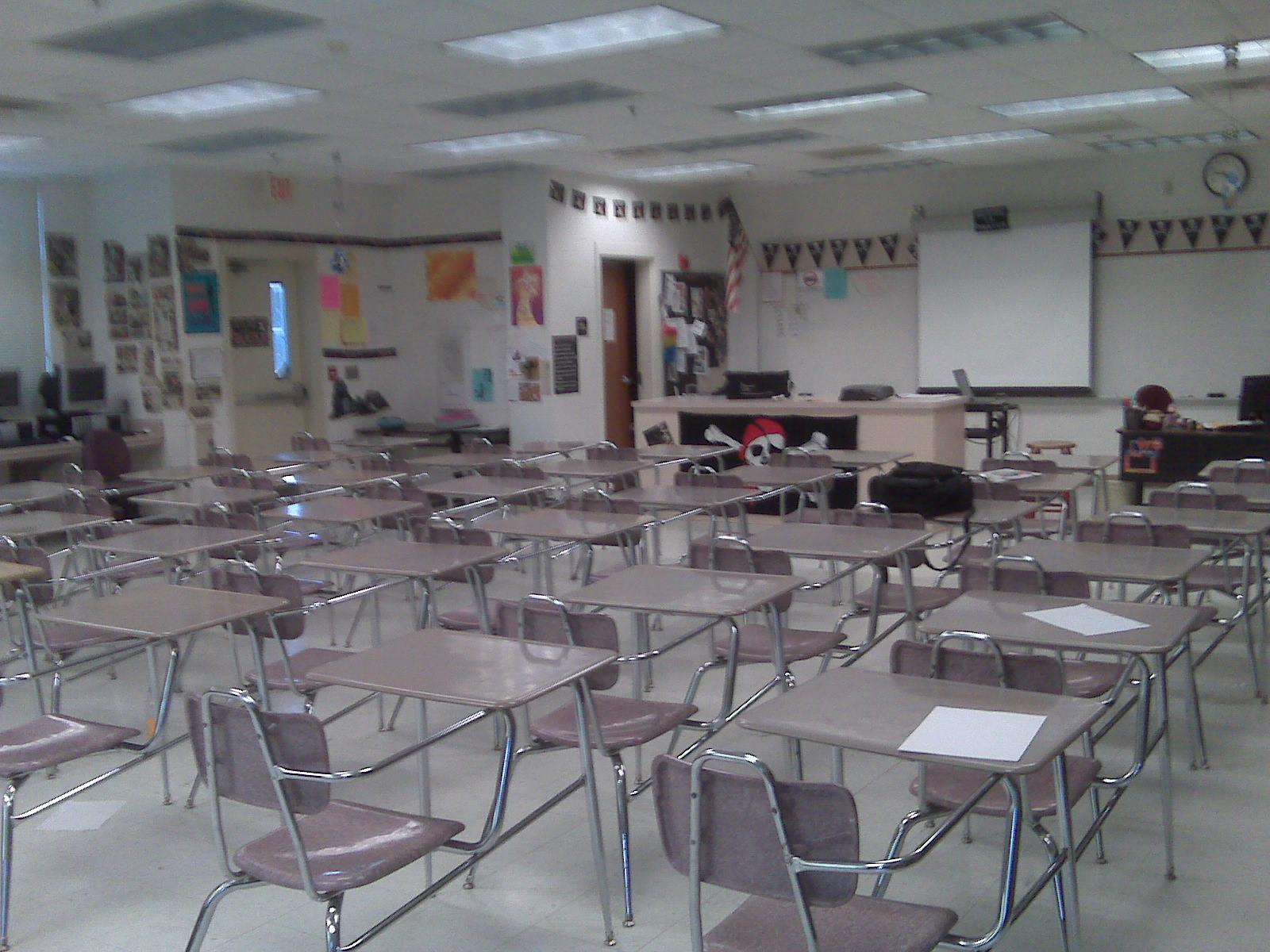
美國高中教室

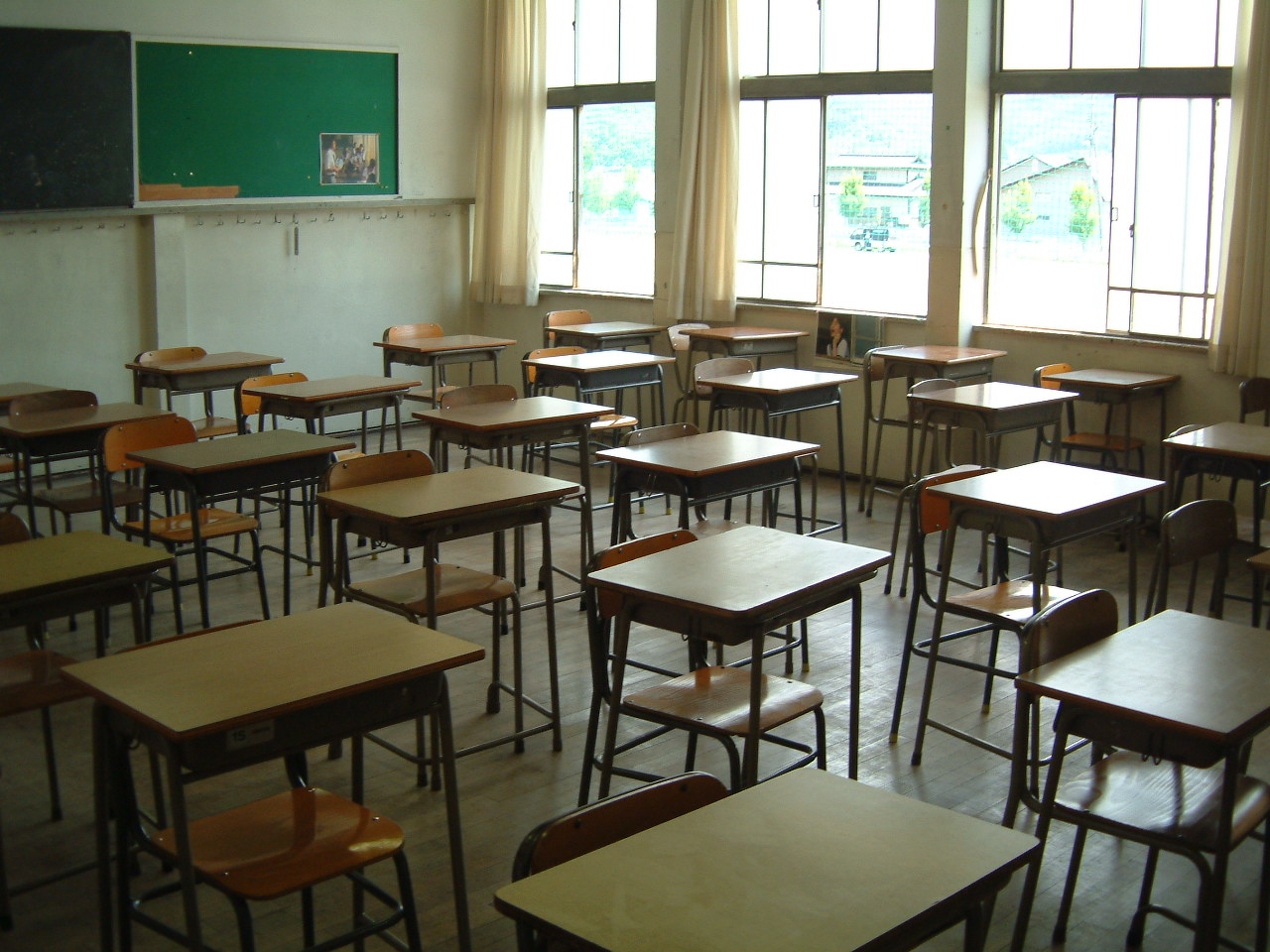
日本高中教室

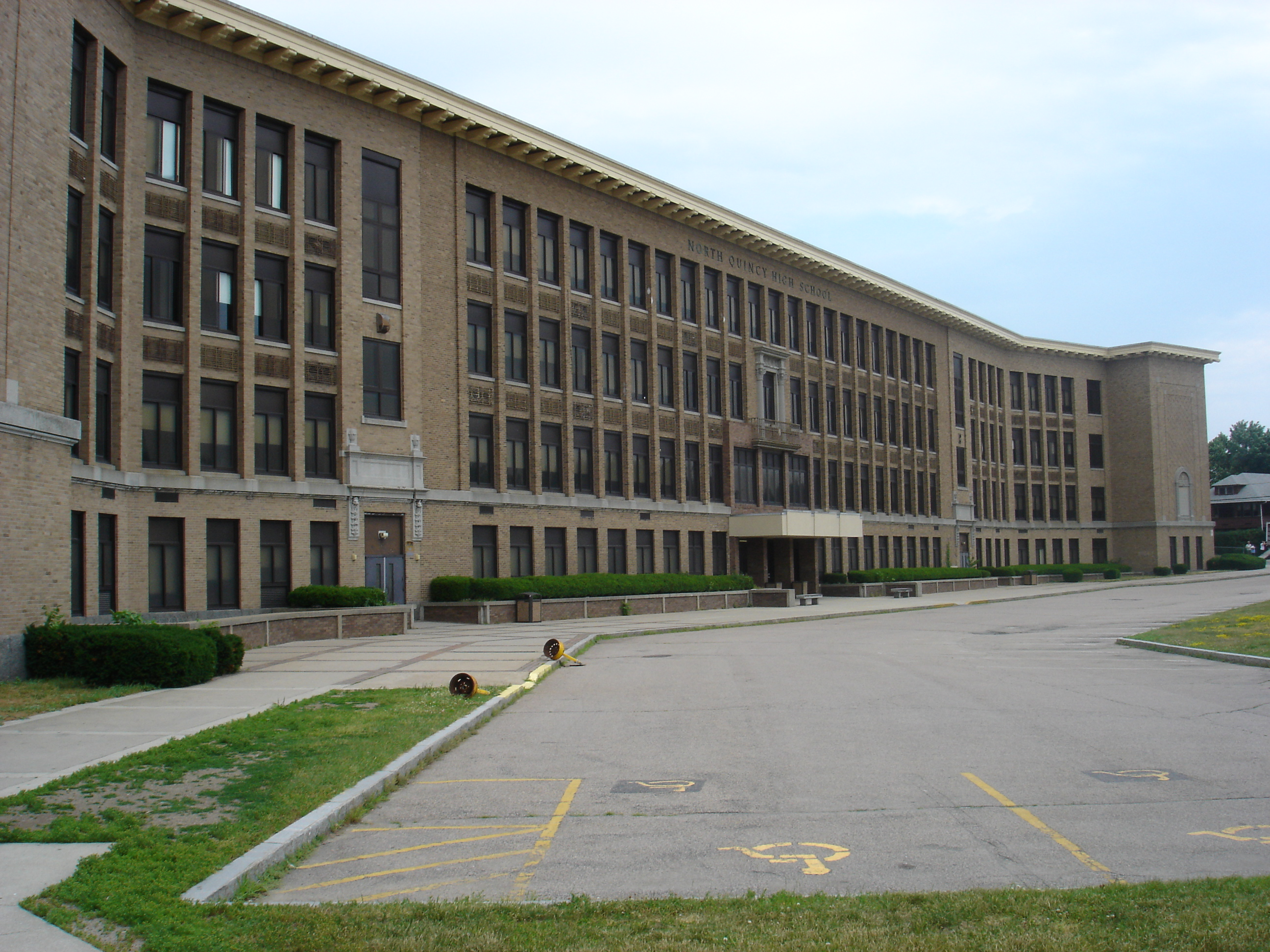
美國北昆西高中是一所完全中學

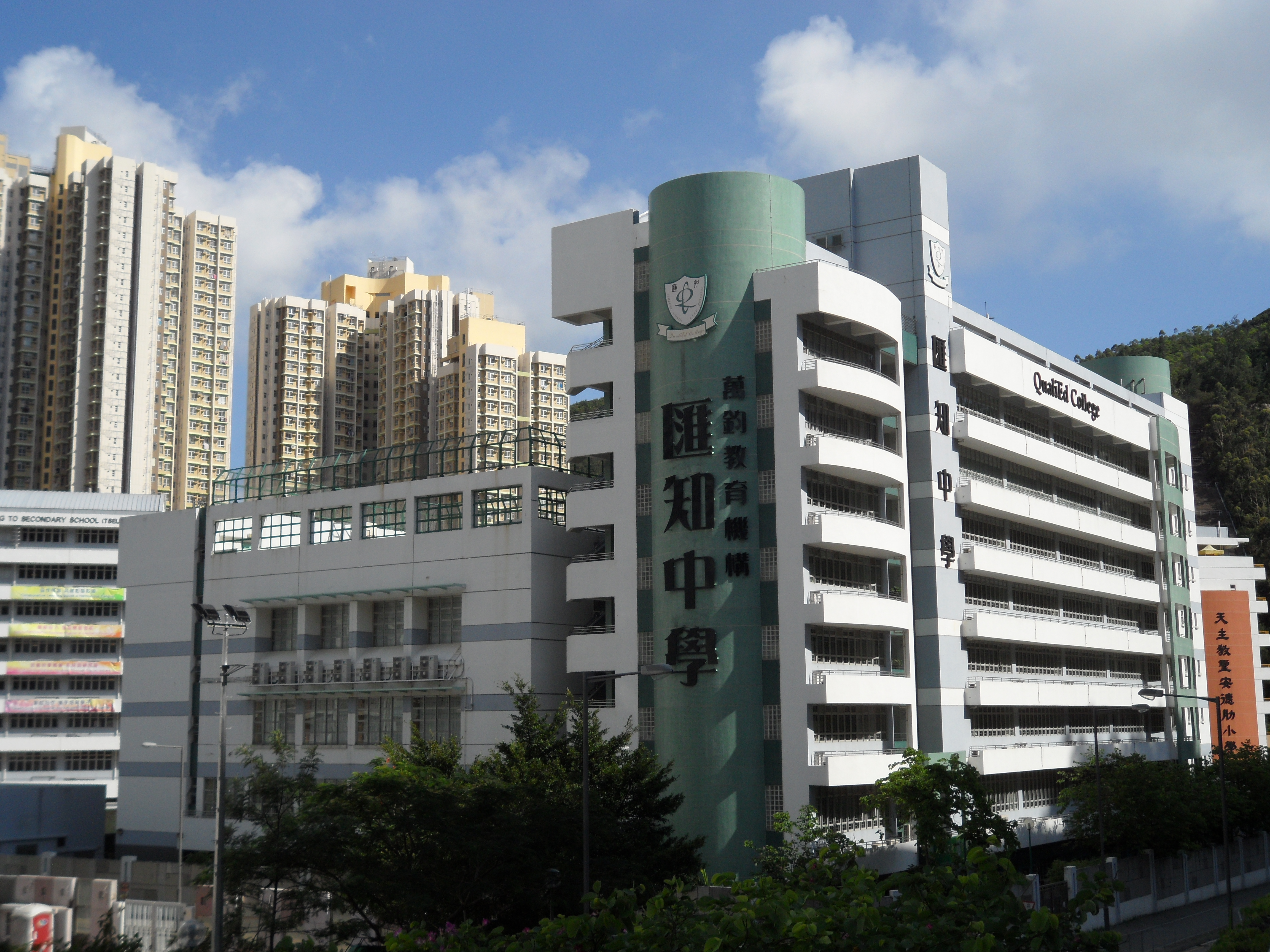
香港匯知中學是一所完全中學

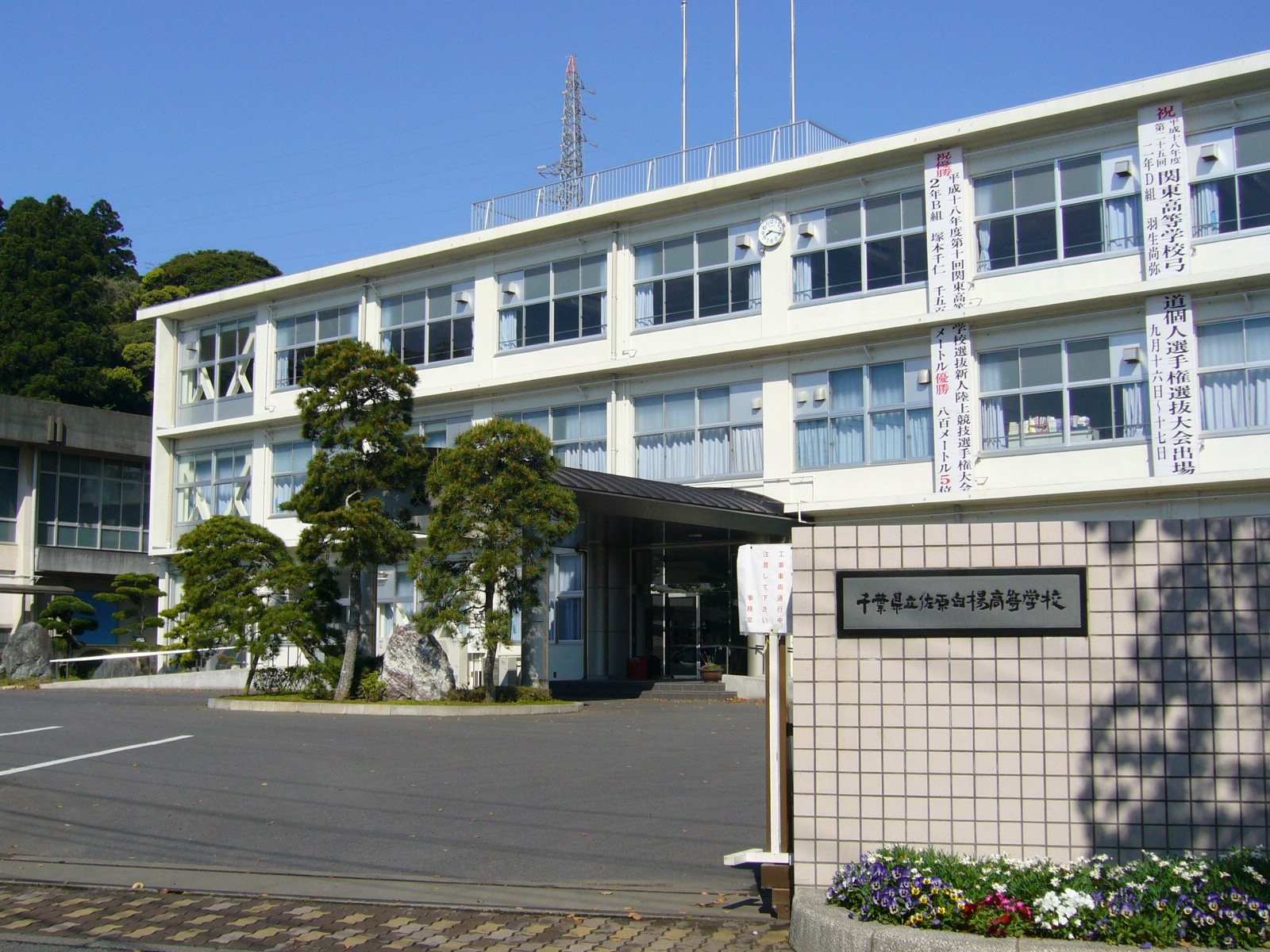
日本千葉縣一所高中

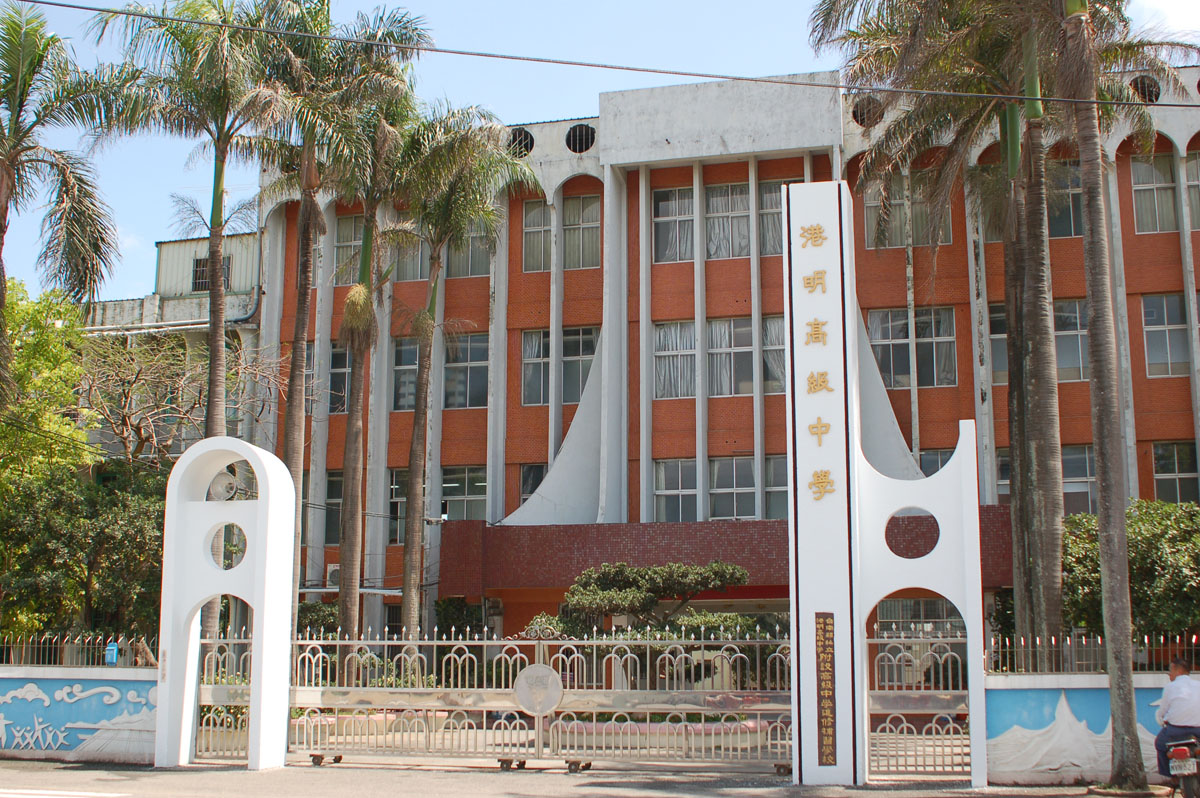
臺灣港明高中

高級中學（英語：senior high school），在香港以外漢語地區簡稱高中，在臺灣與中国大陆又稱高級中等學校，是中等教育的階段之一，許多國家的教育主管機關將普通中學劃分初級中學（初中）和高級中學（高中）。高級中學亦往往是學生進入大學之前的最後一個教育階段。廣義的高級中學包括普通科和職業類科，狹義的高級中學專指普通型高級中學。在中國大陸，高級中等學校包括全日制普通高级中學，普通中專學校，高級職業中學和技工學校。

## 階段特点
高中各个學科的教学内容与之前初、中等教育相對比較，具備有更强的理论色彩。如果说小学与初中的教育目标是授予学生在现代社会的基本生存能力，那么高中的知識已經滲透了各個學科專業化與理論化的基礎知識與研究方法。相对于小学与初中的经验倾向与主观感受，高中學段的學習要求學生在掌握了各科的基礎理論後，運用這些系統的工具分析與解決相應領域稍具抽象性的問題。
学生掌握了普通高中教育所要求的知识水准，毕业考试合格之后，可以直接投入社会工作。同时，由于高中教育提供很多深造的理论工具，便于学生继续接受高等教育，所以高中毕业后升入大学或大專被认为是明智的选择。

## 各地学制

### 中國大陸
高级中学不属于九年制义务教育阶段，初级中学毕业生须经过在6月举行的中考进入高中。
根據中考分數，考生可以選擇上普通高中或職業高中。普通高中強調綜合理論與道德素養的教育，共有三個學年。在許多省，從普通高中的第二或第三學年開始，學生可以自由选择进入文科班或理科班，除重點學習語文（漢語）、外語（一般為英語，可選法語、德語、西語、俄語、日語，但是大學一般會設置報考限制，例如經濟學與金融學專業一般不會錄取選考英語以外外語的學生）、數學外，還要重點學習文科或理科課程。文科是“文史科”的簡稱，一般包括政治學、地理學、歷史學。理科是“理工農醫科”的簡稱，一般包括生物學、物理學、化學。两者分别偏向於人文科學與自然科學能力的培訓。現在一些省區正在討論是否需要廢除文理分科，而上海和浙江从2014年起新入学的高中学生在高考时不再文理分科，實行“六選三”政策（在物、化、生、政、史、地六門學科中任選三科作為高考科目），山東、海南與北京等地則在2017年開始實行這一政策，各高等院校在這些省（市）的錄取方法也由文理分錄改為設置特定選考科目要求，例如浙江大學計算機專業就要求考生一定要選考物理才可投檔。第三批新高考，河北、辽宁、江苏、福建、湖北、湖南、广东、重庆等八省市，2018年启动，2021年首届新高考，采取措施“3+1+2”高考模式(语、数、外必修，在物和历中二选一，再在政、地、化、生中任选其二)，不分文理科。
此外高中階段還設置了一些高考不考核的課程，由於它們與升學無關，因此常常被忽視並被稱為“副科”，包括：音樂、美術、體育、計算機等,但是這些科目也屬於必修科目，如果學生統一考核不達標將無法畢業。職業高中則強調實際生產與操作技術的教育，亦有三個學年，初級中學畢業生經由學校選拔考試或直接報名進入，學習的專業由學生自由選擇。高中課程安排由教育部統一制定，另設額外選修科目（包括日語、俄語、STEM等），現在許多課改之後的省份已經開始在高中階段實行學分制度。在畢業以後，學生能夠在每年的6月7日至6月9日參加高考，並且升入高等教育學校。

### 香港
香港以往的高級中學學制沿襲英國制度，共有两個學年（稱為中四至中五）並開始文理分科，大部份學校提供文理商三科，過去的工業學校和職業先修學校則有工科。所有學生最後會在中五的下半學年時間應考香港中學會考，成績理想者（一般是在最佳六科中取得十四分）可升讀預科，即中六及中七，同樣沿襲英國制度，之後再應考香港高級程度會考以升讀大學。從2009年9月開始，三三四學制正式推行，高中的学段改為三年，大學則擴至四年，並逐步停辦預科。2008年9月開始，免費教育推展至高中，增至十二年。
2000年代初，香港曾出現一些專門以初中離校生為招生對象的高中學校，如中華基督教會公理高中書院、明愛華德中書院等；而在舊學制下，一些學校專門提供預科課程，並保送學生參加高級程度會考進入大學，較著名的有恒生商學書院和保良局莊啟程預科書院等，惟因應三三四高中教育改革的實施，香港預科課程於2013年正式取消，這些學校亦要分別轉營為/併入完全中學或大專院校。

### 澳門
主流的學段設置與中國大陸相同，即初中（中一，中二，中三）、高中（中四，中五，中六）各三個學年，也就是遵循澳門政府所制訂的“本地學制”，大部份英文中學亦會要求學生參加英國會考（IGCSE和GCE等）。大部份的學校會將高中分為文科，理科和商科，有些學校亦提供職業科目。分科年級則不定，由學校自行安排，但通常是中四開始。

### 新加坡
高级中学是一种三年制的大学预备课程教育中心，並三年后参加新加坡-剑桥高级水准会考（Singapore-Cambridge GCE 'A' Level）。新加坡目前只有一所高级中学－励仁高级中学。

### 日本
分为独立高等學校（簡稱：高校）和六年一贯制中等学校，多数为独立高校，共有三个学年。按学科设置分类，有普通高校、综合高校、职业高校、综合学科高校和专门高校，门类繁杂。日本的职业高校是专门高校的特例，两者的区别在于，职业高校强调生产性工业、农业部门与社会服务部门的专业教育，而专门高校则强调艺术与理论的教育；综合学科高等學校兼有普通学科与专门学科的教育。日本的高校大多采用学分制，学生可以自由选修科目。各个高校学校可以在普通科目之外自由开设数个特色科目。

### 台灣
臺灣的高級中等學校亦屬於基本教育，可藉由參加在超額比序時參酌國中教育會考（簡稱會考）之免試入學或特色招生（特招），申請或分發到各學校，共分為普通型高級中等學校、技術型高級中等學校、綜合型高級中等學校、單科型高級中等學校四種，及等同於前述學制之進修學校及五年制專科學校（前3年）另外，因應培育中華民國國軍幹部人才之需要，設有中正國防幹部預備學校（中正預校），為三年制高級中等教育。
技術型高中依照職業類群分科；普通型高級中等學校則於一年級設置綜合性科目，二年級起則由各校自行劃分多個班群，不同班群會有各自的必修科目，且一樣由學校自行制定，學生則可以選擇進入自己想就讀的班群；綜合型高中則是結合普通型高級中等學校類科課程和技術型高級中等學校類科課程，一年級設置普通高中課程及職業試探，二年級依興趣探索選擇普通學術類發展（學術學程）或職業技術類專門技能（專門學程）；而就讀中正預校的學生必須升讀三軍軍官學校或國防大學。
就讀普通型高中或綜合型高中學術學程的學生畢業後，可經由大學學科能力測驗（簡稱學測）或大學入學分科測驗（簡稱分科）申請或分發大學，學測在一月底至二月初舉行，考生以學測考試成績參與大學甄選入學，未申請上大學或對申請上的校系不滿意之考生，會再參與七月初舉辦之大學入學分科測驗，該次考試則統一以成績進行分發。就讀技術型高中及綜合型高中專門學程的學生，通常會參與四技二專統一入學測驗（簡稱統測），以申請或分發科技大學。

### 英國
以英格蘭地區為例，一般學生會在修畢高中課程後參加普通中等教育证书（GCSE）考試。合乎成績要求者，則可升讀大學預科以準備普通教育高級程度证书（GCE A-Level）考試，並依相關考試成績申請入讀高等院校。这种评价体系在英国和前英国殖民地是非常普遍的，用来衡量学生在高中阶段掌握的知识水平。

### 阿富汗
在阿富汗，教育往往不能持續到中學。在塔利班統治下，女孩不能上學。

### 伊朗
在伊朗，高中一般分成两个部分，一部分是进入高中的第一年到第三年。另一部分是第四年。前一部分大家学习的东西都是一样的英语，数学，英语，物理，化学等等。到了第二部分便会从这四个专业中选择一个专业学习:文艺,自然科学,物理与数学,社会科学与经济学。